# Jose Rodolfo Villarreal-Hernandez
Jose Rodolfo Villarreal-Hernandez (ur. 16 stycznia 1978 w Meksyku) – meksykański gangster, członek kartelu narkotykowego Organizacji Beltran-Leyva, podejrzany o zlecenie i sfinansowanie morderstwa adwokata w Southlake, za co został dodany do listy 10 Najbardziej Poszukiwanych Zbiegów.

## Działalność w kartelu narkotykowym
Jose Rodolfo Villarreal Hernandez był wysokim rangą członkiem kartelu narkotykowego Organizacji Beltran-Leyva (BLO), utrzymującego kontrolę nad miastem San Pedro Garza Garcia. Znany był także pod pseudonimem “El Gato”. Villarreal był nadzorcą organizacji odpowiedzialnym za import kokainy i marihuany do Stanów Zjednoczonych i utrzymywanie kontroli oraz statusu swojej organizacji poprzez popełnianie aktów przemocy na terenie Meksyku i Stanów Zjednoczonych. FBI podało informację, że może być on odpowiedzialny za ponad 10 zabójstw tylko na terenie Meksyku. 

## Śledztwo w sprawie zamordowania człowieka w Southlake
Został oskarżony w Stanach Zjednoczonych o spisek, w wyniku którego zamordowano meksykańskiego 43-letniego adwokata 22 maja 2013 roku w Southlake, na przedmieściach Dallas, w stanie Teksas w Stanach Zjednoczonych. Ofiara została zastrzelona, gdy siedziała na siedzeniu pasażera w samochodzie przed ekskluzywnym centrum handlowym. W samochodzie znajdowała się również żona zamordowanego. Sytuacja ta miała miejsce w godzinach porannych, a w centrum handlowym znajdowało się w tym czasie wielu klientów. 
W trakcie dochodzenia prowadzonego przez FBI, postawiono zarzuty trzem osobom, które śledziły adwokata za pomocą sprzętu obserwacyjnego, zanim został zamordowany. Dwóch z nich zostało aresztowanych w 2014 roku w Stanach Zjednoczonych. Trzecia osoba, która mieszkała w Teksasie, została aresztowana wkrótce potem w swojej rezydencji. 10 września trzy aresztowane osoby. Villarreal-Hernandez i dwaj inni współspiskowcy, zostali oskarżeni o spisek w celu popełnienia morderstwa na zlecenie i stalking międzystanowy.
Jeden z przesłuchiwanych przyznał się do winy przed rozprawą sądową, a dwaj inni w czasie samej rozprawy w kwietniu i maju 2016 roku. Obaj zostali skazani. Zeznania złożone na rozprawie ujawniły, że zleceniodawcą zabicia adwokata był sam Villarreal-Hernandez. Wynajął on trzy osoby, aby zlokalizowały i wytropiły ofiarę zamachu. Miał finansować ten spisek przez wiele lat. Śledczy wnioskowali, że motywem zabójstwa była osobista uraza.
13 października 2020 roku został umieszczony na liście 10 Najbardziej Poszukiwanych Zbiegów przez FBI. Jest 524. osobą dodaną do listy.
7 stycznia 2023 roku został aresztowany w Atizapán de Zaragoza w Meksyku przez agencje SEMAR i AIC wspierane przez CONASE i wszczęto proces jego ekstradycji do Stanów Zjednoczonych.